# Andreas Neufeld
Andreas Neufeld (* 6. April 1976 in Krasnodar, Sowjetunion) ist ein russisch-deutscher Violinist.

## Leben
Andreas Neufeld wuchs in einer musikalischen Familie russlanddeutscher Herkunft auf und erhielt seinen ersten Violinunterricht im Alter von fünf Jahren an der Musikschule Dnepropetrowsk. Er nahm an nationalen Jugendwettbewerben teil und erhielt künstlerische Impulse durch jährliche Auftritte als Solist mit der Staatlichen Philharmonie Dnepropetrowsk.
Ab 1992 studierte er an der Hochschule für Musik Mannheim bei Roman Nodel. Er spielte als Konzertmeister im Jugendorchester der Europäischen Union. Seine Meisterkurse absolvierte er unter anderem bei Herman Krebers, Viktor Lieberman, Philippe Hirschhorn, Zakhar Bron und Denis Szygmondy. 2001 erhielt er das Diplom-Konzertexamen.
Von 1998 bis 2009 war er Mitglied der ersten Geigen bei den Berliner Philharmonikern, von 2010 bis 2012 erster Konzertmeister des Pfalztheaters Kaiserslautern. Gegenwärtig ist er Vorspieler der 1. Violinen im Rundfunk-Sinfonieorchester Berlin. Neben seiner Orchestertätigkeit war er Mitglied der Philharmonische Camerata Berlin, Philharmonische Geigen Berlin und der Philharmonische Freunde Wien-Berlin – Kammerorchester der Wiener und Berliner Philharmoniker.
Mit diesen Ensembles hatte er Auftritte bei internationalen Konzerten und Festivals mit Misha Maisky, Tatjana Wassiljewa oder Solisten der Berliner Philharmoniker.
Andreas Neufeld war Dozent beim Pacifik Music Festival (PMF) in Sapporo und dem Musas se Sardigna International in Ploaghe (Provinz Sassari).